# Bauentwurfslehre
Het boek Bauentwurfslehre van architect Ernst Neufert is een standaardwerk dat handelt over normering en bouwplanning in de ontwerpfase van gebouwen en stedenbouw. In architectuurkringen spreekt men over de Neufert. In het Engels is het boek in 1970 verschenen onder de titel Architects' Data.

## Situering

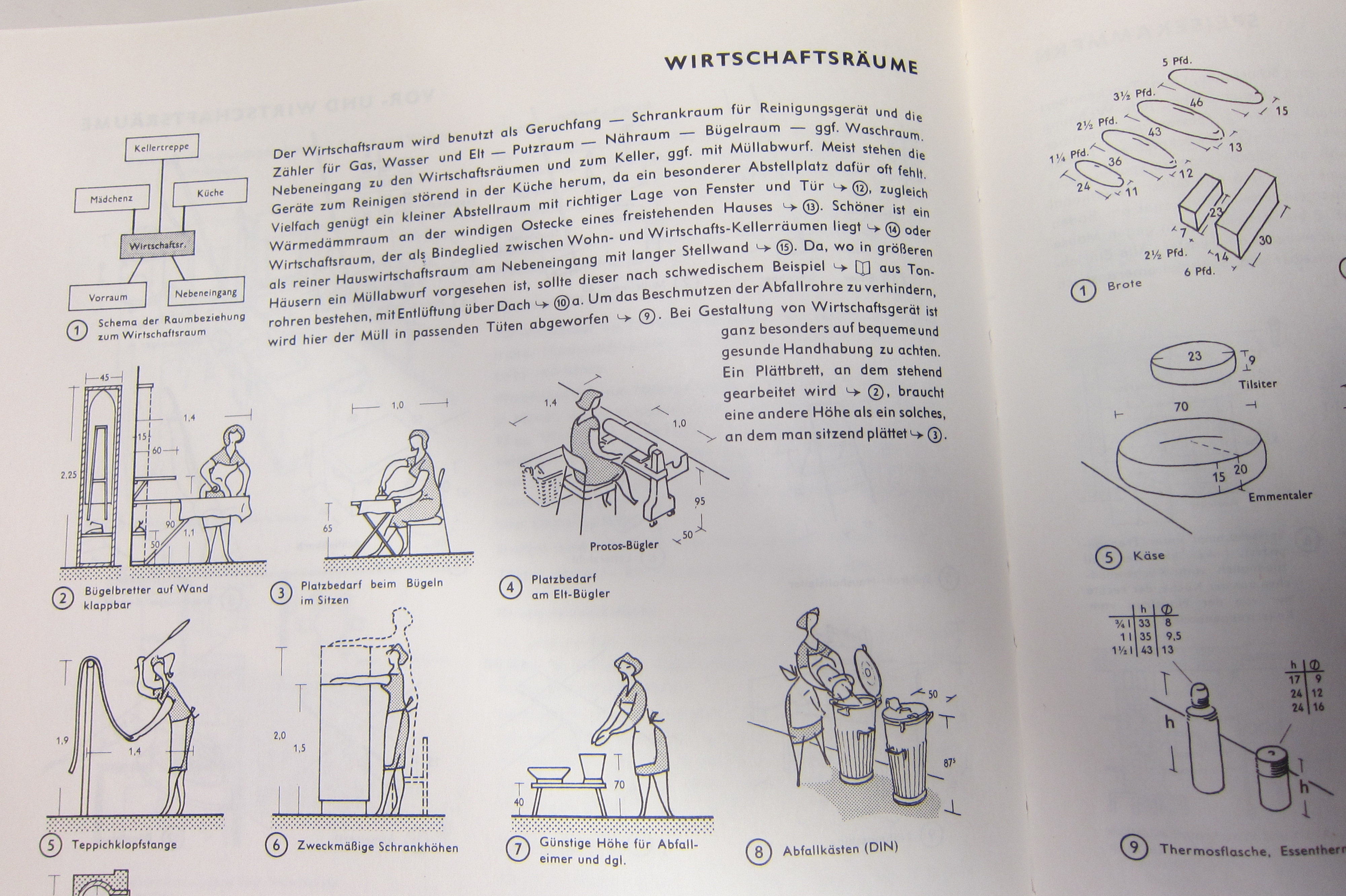
Bladzijde uit de Bauentwurfslehre, Ernst Neufert, 1973

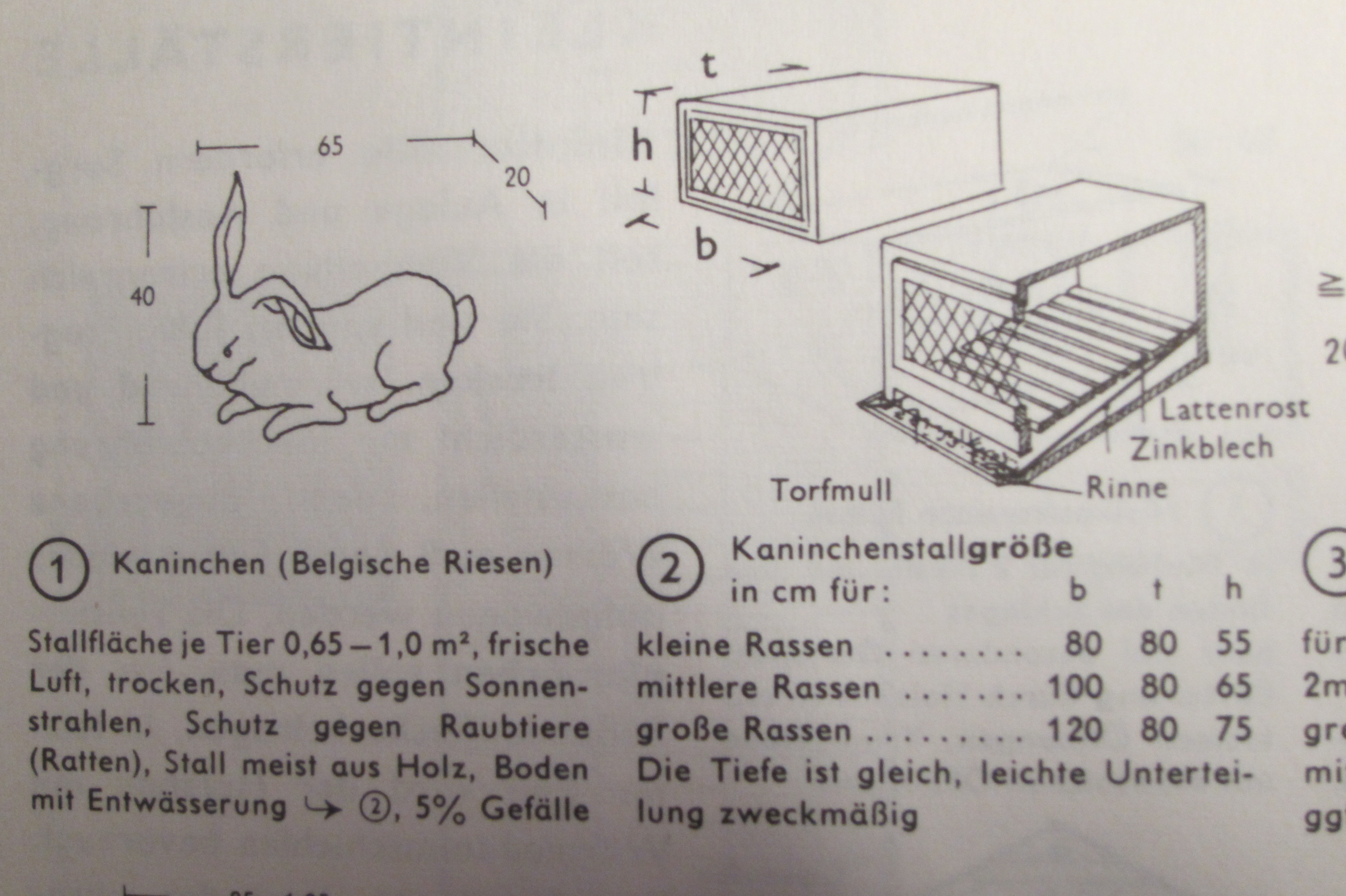
Afmetingen konijnenhok Vlaamse reus uit de Bauentwurfslehre, Ernst Neufert, 1973.

Als docent aan de Weimarer Bauhochschule na studies aan het Bauhaus startte Ernst Neufert vanaf 1926 met het verzamelen van informatie over afmetingen van bouwelementen met het oogpunt op rationalisatie in de bouw. Daaruit volgde vanaf 1936 de eerste publicatie. 

Het boekwerk bevat gedetailleerde met maten voorziene tekeningen en verklarende teksten van bouwelementen en bouwnormen vertrekkende van de menselijke ergonomie ... mit dem Menschen als Maß und Ziel. Het is daarom een gedroomd hulpmiddel voor architectuurstudenten en architecten bij het ontwerpen en een leidraad voor stedenbouwkundige planners.
De eerste uitgave dateert van 1936 van de uitgeverij Ullstein Verlag en werd daarna veelvuldig geactualiseerd. In 2012 verscheen de 40ste oplage. Ernst Neufert verzorgde tot 1986 zelf de redactie, daarna nam zijn zoon Peter de taak over. De Bauentwurfslehre werd in 18 talen vertaald. Het boekwerk heeft een oplage van 300 000 exemplaren in Duitsland en meer dan 500 000 exemplaren in het buitenland. Het is daarmee het succesvolste architectuurboek aller tijden.
De maten en afmetingen in het boek zijn minimummaten. Dit kadert in de tijdsgeest van het nieuwe bouwen van de jaren '30 toen sociale woningen binnen ieders bereik voor het Existenzminimum werden ontworpen.

Neufert ging in deze zeer grondig te werk. In het boek staan zelfs de afmetingen vermeld van een Vlaamse reus met opgerichte oren en diens aangepaste behuizing.

## Boekverwijzing
- Ernst Neufert en Johannes Kister, Bauentwurfslehre. Grundlagen, Normen, Vorschriften über Anlage, Bau, Gestaltung, Raumbedarf, Raumbeziehungen, Maße für Gebäude, Räume, Einrichtungen, Geräte mit dem Menschen als Maß und Ziel, Handboek voor bouwvakmannen en studenten, 40ste geactualiseerde uitgave, Vieweg + Teubner, Wiesbaden 2012, ISBN 978-3834818256.

## Weblinks
- boekverwijzing